# Степановка (Альшеевский район)
Степановка (баш. Степановка) — деревня в Воздвиженском сельсовете Альшеевского района Республики Башкортостан России.

## История
Статус деревня посёлок приобрёл согласно Закону Республики Башкортостан от 20 июля 2005 года N 211-з «О внесении изменений в административно-территориальное устройство Республики Башкортостан в связи с образованием, объединением, упразднением и изменением статуса населенных пунктов, переносом административных центров», ст.1

6. Изменить статус следующих населенных пунктов, установив тип поселения — деревня:

…

2) в Альшеевском районе:

ю) поселка Степановка Воздвиженского сельсовета

## Население
| 2002 | 2009 | 2010 |
| ---- | ---- | ---- |
| 51   | ↘37  | ↘34  |

Национальный состав
Согласно переписи 2002 года, преобладающая национальность — русские (57 %).

## Географическое положение
Расстояние до:
- районного центра (Раевский): 48 км,
- центра сельсовета (Воздвиженка): 6 км,
- ближайшей железнодорожной станции (Аксеново): 13 км.